# Janet Seidel

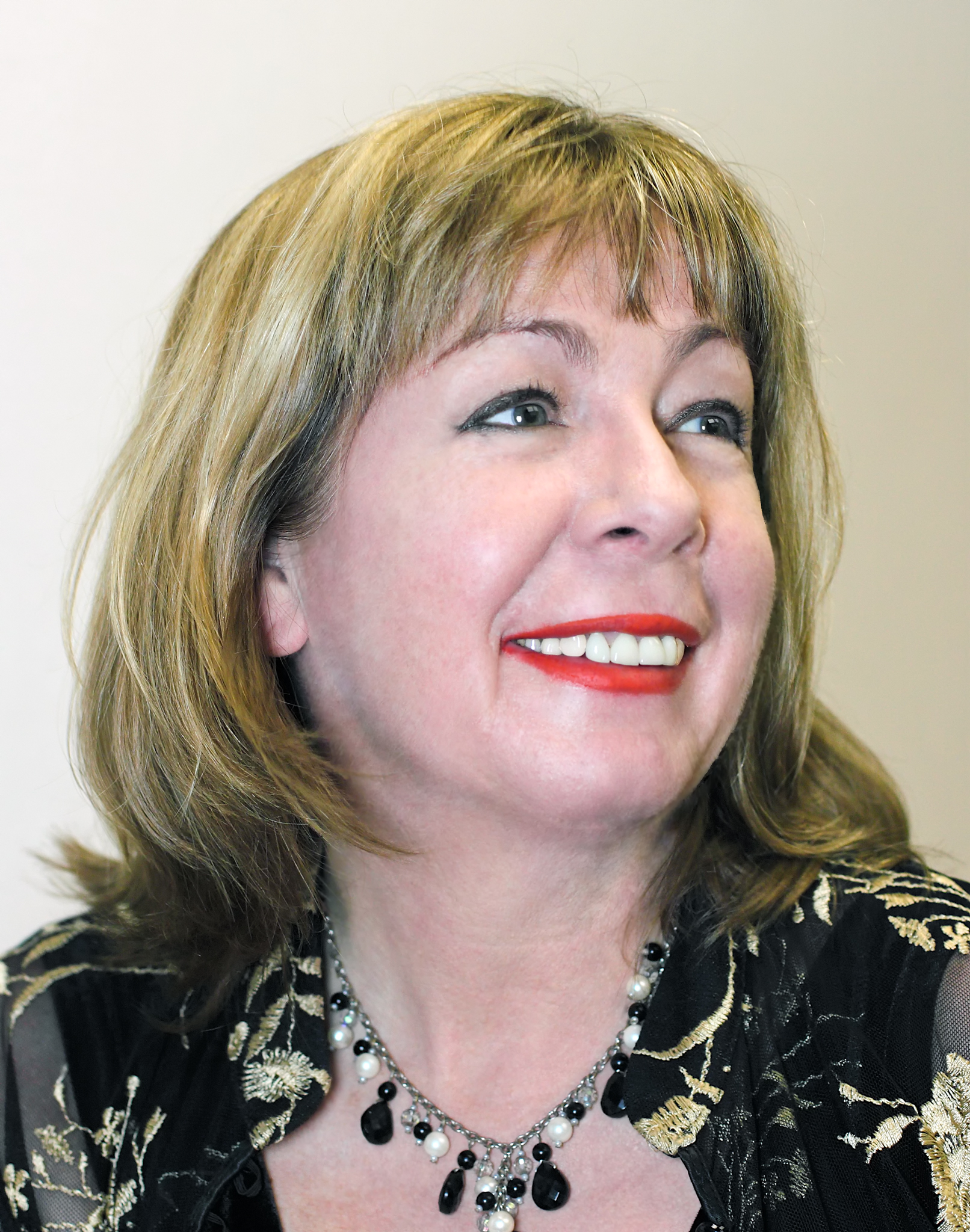
Janet Seidel

Janet Seidel  (* 28. Mai 1955 in Cummins; † 8. August 2017) war eine australische Jazzsängerin und Pianistin.

## Leben
Seidel arbeitete während ihrer Schulzeit und ihres Studiums mit dem Material des Great American Songbooks. Anfang der 1990er Jahre erschienen ihre ersten Alben, an denen Tom Baker, Ian Date, Paul Williams, Bob Gebert, Billy Ross und Col Nolan mitwirkten. Janet arbeitete meist mit ihrem Quintett, zuletzt mit ihrem Trio mit dem Gitarristen Chuck Morgan und ihrem Bruder David Seidel am Kontrabass. Mit ihrem Programm aus Cole-Porter-Songs trat sie in Sydneys Woodfire Cabaret auf; außerdem tourte sie mehrmals durch Australien, Großbritannien, USA, Europa, den  Mittleren Osten und Länder Südostasiens. Große Erfolge feierte sie insbesondere in Japan, wo acht Alben von ihr erschienen sind. Ihre CD Moon Of Manakoora stand Ende 2005 für drei Monate auf # 1 der Jazz-Vokal Charts in Japan.
In Australien gewann sie den Bell Award als beste Jazzvokalistin 2006 bei den National Jazz Awards in Melbourne. Janet Seidel galt nach Ansicht der Autoren Richard Cook und Brian Morton als Australiens First Lady des Jazz.

## Diskographische Hinweise
- The Art of Lounge (La Brava, 1997)
- The Way You Wear Your Hat (La Brava, 1998)
- Don't Smoke in Bed (La Brava, 2002)
- We Get Requests (2007)